# Сквентна (Аляска)
Сквентна (англ. Skwentna) — переписна місцевість (CDP) в США, в окрузі Матануска-Сусітна штату Аляска. Населення — 62 особи (2020).

## Географія
Сквентна розташована за координатами 61°53′19″ пн. ш. 151°12′0″ зх. д. / 61.88861° пн. ш. 151.20000° зх. д. (61.888689, -151.199994).  За даними Бюро перепису населення США в 2010 році переписна місцевість мала площу 1154,77 км², з яких 1137,46 км² — суходіл та 17,32 км² — водойми.

### Клімат
| Клімат : Сквентна                  | Клімат : Сквентна | Клімат : Сквентна | Клімат : Сквентна | Клімат : Сквентна | Клімат : Сквентна | Клімат : Сквентна | Клімат : Сквентна | Клімат : Сквентна | Клімат : Сквентна | Клімат : Сквентна | Клімат : Сквентна | Клімат : Сквентна | Клімат : Сквентна |
| Показник                           | Січ.              | Лют.              | Бер.              | Квіт.             | Трав.             | Черв.             | Лип.              | Серп.             | Вер.              | Жовт.             | Лист.             | Груд.             | Рік               |
| Середній максимум, °C              | −7,8              | −3,8              | 1,8               | 7,6               | 14,9              | 20,0              | 21,0              | 18,9              | 13,4              | 4,7               | −4,3              | −6,8              | 6,7               |
| Середній мінімум, °C               | −17,2             | −15,3             | −11,9             | −4,7              | 1,5               | 6,5               | 8,7               | 7,0               | 2,3               | −4,6              | −13,1             | −15,7             | −4,7              |
| Норма опадів, мм                   | 59                | 56                | 26                | 27                | 28                | 32                | 57                | 88                | 108               | 82                | 56                | 89                | 708               |
| Днів з опадами                     | 8,8               | 6,8               | 6,2               | 5,9               | 6,9               | 8,3               | 10,3              | 12,2              | 12,6              | 10,7              | 8,9               | 10,8              | 108,4             |
| Днів зі снігом                     | 8,0               | 5,8               | 4,6               | 2,9               | 0,1               | 0                 | 0                 | 0                 | 0,2               | 3,6               | 7,0               | 9,5               | 41,7              |
| ---------------------------------- | ----------------- | ----------------- | ----------------- | ----------------- | ----------------- | ----------------- | ----------------- | ----------------- | ----------------- | ----------------- | ----------------- | ----------------- | ----------------- |
| Джерело: NOAA (normals 1981–2010), |                   |                   |                   |                   |                   |                   |                   |                   |                   |                   |                   |                   |                   |

## Демографія
Згідно з переписом 2010 року, у переписній місцевості мешкало 37 осіб у 20 домогосподарствах у складі 13 родин. Густота населення становила 0 осіб/км².  Було 353 помешкання (0/км²).
Расовий склад населення:
| - 100,0 % — білих |

До двох чи більше рас належало 0,0 %. Частка іспаномовних становила 0,0 % від усіх жителів.
За віковим діапазоном населення розподілялося таким чином: 5,4 % — особи молодші 18 років, 78,4 % — особи у віці 18—64 років, 16,2 % — особи у віці 65 років та старші. Медіана віку мешканця становила 52,8 року. На 100 осіб жіночої статі у переписній місцевості припадало 146,7 чоловіків;  на 100 жінок у віці від 18 років та старших — 150,0 чоловіків також старших 18 років.
Середній дохід на одне домашнє господарство  становив 40 833 долари США (медіана — 31 667), а середній дохід на одну сім'ю — 44 564 долари (медіана — 53 125). За межею бідності перебувало 26,2 % осіб, у тому числі 44,4 % дітей у віці до 18 років та 0,0 % осіб у віці 65 років та старших.
Цивільне працевлаштоване населення становило 19 осіб. Основні галузі зайнятості: мистецтво, розваги та відпочинок — 63,2 %, будівництво — 36,8 %.